# Leszek Rajski
Leszek Rajski, né le 25 novembre 1983 est un escrimeur polonais, pratiquant le fleuret.

## Palmarès

### Championnats d'Europe
- 2018 à Novi Sad
  -  Médaille de bronze en fleuret par équipes
- 2013 à Zagreb
  -  Médaille d'argent en fleuret par équipes

### Championnats de Pologne
- en 2010, 2014, 2017, 2019, 2020, 2023 et 2024:
  -  Champion de Pologne de fleuret